# Paul Barthes
Paul Barthes est un footballeur français, né le 29 mars 1923 à Roquebrun et mort le 31 août 1986 à Vauvert, qui évolue au poste de défenseur du milieu des années 1940 jusqu'au milieu des années 1950.